# Яньцзинский университет
Яньцзинский университет (кит. трад. 燕京大學, упр. 燕京大学, пиньинь Yānjīng Dàxué, сокращённо — кит. 燕大) — университет, существовавший в Пекине в первой половине XX века.

## История
В 1919 году американские Методистская епископальная церковь и Конгрегационалистская церковь, а также Пресвитерианская церковь США и Лондонское миссионерское общество приняли решение об учреждении университета в Бэйпине. Главой нового вуза был назначен Джон Лейтон Стюарт — преподаватель греческого языка Нанкинской теологической семинарии. В 1920 году новый университет был открыт на базе существовавших с конца XIX века Хуэйвэньского университета (滙文大學), Северокитайского женского университета «Гармония» (華北協和女子大學) и Тунчжоуского университета «Гармония» (通州協和大學), в качестве названия нового вуза было выбрано «Яньцзинский университет» («Яньцзин» — это одно из старых названий Пекина, в переводе означающее «столица Янь»). Получив поддержку от основанной Чарльзом Мартином Холлом компании Alcoa, он в 1921 году приобрёл в западной части города сады, принадлежавшие до революции императорской фамилии, и к 1926 году там был возведён кампус нового университета.
В Яньцзинском университете имелись семинария, факультет правоведения, медицинский факультет, а также гуманитарно-естественнонаучный факультет. Преподавателями были как китайцы, так и иностранцы. К 1930 году Яньцзинский университет стал одним из ведущих вузов Китая.
Во время японо-китайской войны университет переехал в Чэнду (провинция Сычуань), после войны вернулся обратно.
После образования КНР в 1949 году Яньцзинский университет, основанный церквями, был закрыт. Его научные факультеты перешли в состав Пекинского университета, инженерные — в состав университета Цинхуа, социологический факультет — в состав Народного университета. В 1952 году Пекинский университет переехал из центра Пекина в бывший кампус Яньцзинского университета.